# Kitzenhofen
 Kitzenhofen  ist ein Gemeindeteil von Langquaid, einem Markt in der Hallertau im niederbayerischen Landkreis Kelheim in Bayern.
Der Weiler liegt südlich des Kernortes Langquaid auf der Gemarkung Adlhausen. Unweit westlich des Ortes fließt die Große Laber und verläuft die Staatsstraße 2143.

## Sehenswürdigkeiten
In der Liste der Baudenkmäler in Langquaid sind für Kitzenhofen zwei Baudenkmale aufgeführt:
- Die frühgotische katholische Kirche St. Wolfgang (Kitzenhofen 10), eine dreiseitig geschlossene Saalkirche mit Satteldach, stammt aus der zweiten Hälfte des 13. Jahrhunderts. Der barocke Ausbau erfolgte im 18. Jahrhundert. Der nach Norden gerichtete Flankenturm mit einem Spitzhelm wurde wohl im Jahr 1909 errichtet.
- Das Taubenhaus in der Mitte eines Dreiseithofes (Kitzenhofen 6) stammt wohl aus dem Jahr 1867. Es ist ein Zentralbau mit mittlerem Turm. Die Bemalung auf Holz stellt Steinarchitektur dar.

## Geschichte
Im Zuge der Gebietsreform in Bayern wurde die damalige Gemeinde Adlhausen zu der Kitzenhofen gehörte am 1. Mai 1978 in den Markt Langquaid eingegliedert, wodurch der Ort zum Markt Langquaid kam.